# 呉謹言
呉 謹言（ウー・ジンイェン、Wu Jinyan、1990年8月16日 - ）は、中華人民共和国の女優、歌手。

## 経歴

### 初期
四川省都江堰市出身。2000年から北京舞踊学院でバレエを学び、2007年に中央バレエ団に入団し、2年後に足の怪我を理由に団を離れた。
2009年、北京電影学院に入学。
北京舞踊学院在学中、彼女は映画に出演する機会を得て、監督は彼女の両親を説得して出演を勧めたほどだった。しかし、その役のために頭を剃る必要があり、それがダンスのパフォーマンスに影響するため、彼女は結局その機会を断念した。

### 女優としてのキャリア
大学2年生の時に初めて映画撮影に参加した。
2018年のテレビドラマ『瓔珞〜紫禁城に燃ゆる逆襲の王妃〜』で主人公・魏瓔珞をつとめ、ブレイクした後は、多くの人気作品の主演をつとめるまでになっている。

## 私生活
2024年9月13日に、上記の『瓔珞〜紫禁城に燃ゆる逆襲の王妃〜』や、同じく呉謹言主演の『コウラン伝 始皇帝の母』で共演した洪堯（ホン・ヤオ）と結婚したことを発表した。

## 出演作品

### 映画
- 万有引力 （2011年）
- 屏风美人 （2013年）
- ロクさん 老炮儿 （2015年）
- 无问西东 （2018年）
- 说走就走之不说再见（2018年）
- 天堂旅行团 （2025年）

### テレビドラマ
- 古今六人行（未公開）
- 青海花儿（2012年）
- 新编辑部故事	妙龄女郎（2013年）
- 烽火佳人（2013年）
- 少年神探狄仁杰（2014年）
- 少年四大名捕（2015年）
- 激战（2015年）
- 多情江山（2015年）
- 秀麗伝〜美しき賢后と帝の紡ぐ愛〜 秀麗江山之長歌行（2016年）
- 美人如玉剑如虹（2016年）
- 尖峰之烈焰青春（2016年）
- 守护丽人（2017年）
- 守卫者-浮出水面（2017年）
- 天泪传奇之凤凰无双（2017年）
- 鳳囚凰 〜陰謀と裏切りの後宮〜 凤囚凰（2018年）
- 瓔珞〜紫禁城に燃ゆる逆襲の王妃〜 延禧攻略（2018年） - 魏瓔珞役
- 外滩钟声（2018年）
- コウラン伝 始皇帝の母 皓镧传（2019年） - 李皓鑭役
- 你是我的答案（2019年）
- 金枝玉葉 〜新たな王妃となりし者〜 金枝玉叶（2019年） - 魏瓔珞役
- 幸福还会来敲门（2020年）
- 青春创世纪（2020年）
- 正青春（2021年）
- 我的砍价女王（2021年）
- 尚食 〜美味なる恋は紫禁城で〜 尚食（2022年） - 姚子衿役
- 伝家 〜華麗なる一族〜 传家（2022年）
- 正好遇见你（2023年）
- 风华往事（2024年）
- 墨雨雲間 〜美しき復讐〜 墨雨云间（2024年）
- 春花焰（2024年）